# Calyciphora
Calyciphora is een geslacht van vlinders van de familie vedermotten (Pterophoridae).

## Soorten
- C. acarnella (Walsingham, 1898)
- C. adamas (Constant, 1895)
- C. albodactylus (Fabricius, 1794)
- C. homoiodactyla (Kasy, 1960)
- C. nephelodactyla (Eversmann, 1844)
- C. xanthodactyla (Treitschke, 1833)